# HELLSING
『HELLSING』（ヘルシング）は、平野耕太による日本の漫画。少年画報社の青年向け漫画雑誌『ヤングキングアワーズ』に27号（1997年5月2日発売）から2008年11月号まで連載されていた。全10巻。主に20世紀末のイギリスを舞台とし、大英帝国の王立国教騎士団、通称「ヘルシング機関」と、これに所属するアーカード、セラス、インテグラの3人を主軸に、吸血鬼との戦いを描いたアクション漫画。2009年3月時点で累計発行部数は400万部を突破している。
題名の「ヘルシング」はブラム・ストーカーの恐怖小説『吸血鬼ドラキュラ』の登場人物エイブラハム・ヴァン・ヘルシング教授に由来し、主人公の1人であるインテグラがヘルシング教授の子孫であるとされている。ただし、ヘルシング教授の名前の綴りは“Helsing”である。また、作者本人の過去の作品からの登場人物（名前、外見問わず）の流用が多く、ナチスの残党やイスカリオテ機関などの設定の原型も同様に見られる。
2001年にゴンゾ・ディジメーションによってテレビアニメ化され、2005年にサテライトによってOVA化された。また、2021年3月にハリウッドでの実写映画化が決まったことが報じられている。また、1944年のワルシャワを描いた外伝『THE DAWN』（未完）がある。
アメリカでは、2003年から英訳単行本7巻が刊行され、2006年には大手出版業界関係とNBCの協力で行われる「クィル賞」の「読者が選ぶベスト本」ベスト・グラフィックノベル部門に『NARUTO -ナルト-』と並んでノミネートされた（受賞は『NARUTO -ナルト-』）。また、日本でも2006年「日本のメディア芸術100選・マンガ部門」で22位に選ばれている。

## あらすじ
20世紀末。英国では不可解な吸血鬼事件が頻発し、ヘルシング家当主インテグラ率いる王立国教騎士団・通称「ヘルシング機関」は、絶大な力を持つ吸血鬼でありながら吸血鬼を狩るアーカードと、新たに吸血鬼となった婦警セラスを使役し、対処にあたっていた。しかし、暗躍する謎の敵組織により、ヘルシング機関本部が強襲されるなど多大な被害を受ける。一方、プロテスタントである英国とは犬猿の仲であるヴァチカンおよびその直属「イスカリオテ機関」もまたカトリック教徒が多い英国アイルランド北部での吸血鬼事件に介入し、ヘルシング機関はアーカードに匹敵しうる対化物の切り札アンデルセン神父と戦闘を繰り広げる。紆余曲折を経てヘルシング機関はイスカリオテ機関と協力関係を持ち、事件の黒幕が南米に逃れたナチス残党による組織「ミレニアム」だと知る。
情報収集のためブラジルへ派遣されたアーカードはミレニアムの構成員や協力者らに襲われるも、逆に彼らの正体が先の大戦末期にヘルシング機関が潰した「少佐」と呼ばれる男の部隊であると知る。すべての準備が整った少佐は英国王室の御前会議に介入して英国に対する宣戦布告を行い、配下の者達に「第二次ゼーレヴェ（あしか）作戦」の開始を宣言する。一方、その場にいながら少佐に無視されたイスカリオテ機関は、英国とミレニアムを共に潰そうと画策し、英国を再征服（レコンキスタ）するために機関長マクスウェルを最高指揮官とする第九次空中機動十字軍を結成する。
陽動作戦によってアーカードを英国から引き剥がすことに成功したミレニアムは、帝都ロンドンへの奇襲に成功する。さらにヘルシング機関へ強襲をかけ、ほぼ戦力を無効化するが、真の吸血鬼として覚醒したセラスによって強襲部隊は壊滅させられる。その間隙を縫って、イスカリオテ機関は地獄と化したロンドンに侵攻をかけ、ミレニアム、ロンドン市民問わず、殲滅を敢行する。ミレニアムと十字軍の軍隊が対峙し、ロンドンにおける英国の戦力が事実上インテグラとセラスの2人だけという絶望的状況の中、帰還したアーカードは死の河こと「拘束制御術式 零号」を解放する。アーカードの内にある数百万の亡者達が放出された結果、瞬く間にミレニアムと十字軍の地上部隊は壊滅し、戦況は逆転する。
混乱の中でマクスウェルは死亡し、十字軍の失敗を宣言したアンデルセンは、切り札を使って茨の化物となり、単身でアーカードに挑むが敗死する。直後、ミレニアムに寝返り、若返ったインテグラの老執事ウォルターが現れ、アーカードに挑む。インテグラは信頼していたウォルターへの決別を宣言すると、セラスを従え、少佐が待ち構える飛行艇へ乗り込む。
ウォルターを敗北に追い込んだアーカードは血の河を自らの体内に戻し始める。しかし、この時を少佐は狙っており、切り札である部下のシュレディンガーをアーカードに取り込ませた結果、アーカードは自己を認識できなくなり消滅する。強化ガラスを隔てて対峙するインテグラに対し、少佐は勝利の余韻に浸る。強敵・大尉を討ち果たしたセラスの合流により強化ガラスが破られ、負傷した少佐はサイボーグであることが判明する。少佐は「人間」の定義について語り、人として化物であるアーカードを倒したことを誇るが、インテグラはそれを否定する。一騎討ちの果てに、少佐は満足な笑みを浮かべて絶命し、インテグラはアーカードの帰還を予言する。
30年後。アーカードは未だ帰還しない中、年相応に老けたインテグラは、変わらず女傑としてヘルシング機関を率いていた。ある夜、就寝中のインテグラを何者かが襲い、彼女が応戦しセラスが駆けつける。そこにいたのは、復活したアーカードであった。アーカードは30年間、自分の中の命を殺し尽くし、自己を認識できるようになって復活したのだった。インテグラは指先を切って血をアーカードに与え、2人は軽く挨拶を交わした。 

## 登場人物

### ヘルシング機関（大英帝国王立国教騎士団）
大英帝国と英国国教会を反キリストの化物から護るための組織。その長はヘルシング家の当主が務めるため、通称「ヘルシング機関」と呼ばれる。ロンドン郊外にあるヘルシング家の屋敷を本部とする。
吸血鬼アーカードや執事ウォルターなどが吸血鬼退治に当たるが、一般戦闘員も多く抱えている。しかし、物語序盤のヴァレンタイン兄弟による本部襲撃で、人員は数名を残してほとんどが死亡する。その後、ベルナドット率いる傭兵部隊を充ててカバーしている。 
アーカード
声 - 中田譲治
本作の主人公。ヘルシング家に仕える吸血鬼。
黒の長髪に細身の長身という青年の容姿の吸血鬼。赤いロングコートを羽織り、サングラスを掛けていることが多い。また武器として白い大型拳銃「.454カスール カスタムオートマチック」と黒い大型拳銃「ジャッカル」の2丁拳銃で戦うことを好む。性格は傲岸不遜かつ傍若無人で主人であるインテグラにも平然と軽口を叩く。後述の理由から吸血鬼としても絶大な力を持ち、吸血鬼でありながら吸血鬼狩りを行い、「化物に対する鬼札（ジョーカー）」と形容される。その戦闘能力は圧倒的であり、戦い自体を楽しみ、相手を小馬鹿にするような言動をしたり、いたぶるように殺すことも多い。また、戦闘の余波で無関係の人間が巻き込まれることのみならず、事情を知らずに黒幕に操られているだけの人間であっても自分に挑んできた場合には平然と惨殺する。
その正体は『吸血鬼ドラキュラ』に登場したドラキュラ伯爵その人であり、かつてのワラキア公国の君主（ドラキュラ伯爵のモデルはワラキア公国の君主ヴラド・ツェペシュと一般に知られているが、アーカードがヴラド自身であるかは作中では明言されていない）。かつては神キリストを信奉し、十字軍を率いてアラブに侵攻していたが、失敗し、捕虜となって処刑される寸前に人であることを諦めて吸血鬼になったという過去を持つ。その後、現代に至るまで敵兵・領民問わず、その命（血）を吸った結果、数十万、数百万ともつかない数の命を内包する吸血鬼となる。一般にイメージされる吸血鬼として強靭な肉体、不死性、コウモリや霧に姿を変える変幻性、使い魔の使役などの特徴を持つ。通常時でも圧倒的な戦闘能力を持つが、それすらも普段は拘束制御術式「クロムウェル」と呼ばれる封印で力を制限された状態であり、敵の強さに応じて部分的に術式の解放を行う（1から3号と零号がある）。特に最後の零号を解放することで「死の河」とも呼ばれる今までに吸った命の全てを亡者の群れとして解放することも可能であるが、その際はアーカード本体の命のストックが1つとなり、不死性が失われる。また、姿は意味のないものとして普段の姿を変えることもあり、特に『THE DAWN』や本編終盤では少女の姿をとり、「死の河」開放時には人から吸血鬼になった時の容姿である精悍な中年男性の姿にもなっている。
上記の通り、他者を軽視する言動が目立つものの、人間という存在そのものを侮蔑してはいない。特に「諦めない存在」としての価値を高く見ており、むしろ化物である自分を人間であることに耐えられなかった弱い存在だと自嘲する。このため、人として自らと対峙したアンデルセンを宿敵として高く評価し、その彼が最後に茨の化物となることを選んだ際にはショックと同時に自分のようになるなと懇願する。
名前のアーカード（Arucard）はドラキュラ（Dracula）の逆綴りと一字違いにしたものである。
セラス・ヴィクトリア
声 - 折笠富美子
アーカードの眷族の女吸血鬼で、本作におけるもう一人の主人公。元警察官。20歳前後。
ショートカットの金髪の女性。元警官という経歴からアーカードには「婦警」と呼ばれる。第1話のチェダース村事件の際にアーカードに血を吸われて吸血鬼化し、ヘルシング機関員となる。アーカードを「マスター」と呼び、基本的にアーカードの従者のような立場にいる。戦闘に関しては専用武器「ハルコンネン」、第二次ゼーレヴェ作戦下では「ハルコンネンII」を用いるが、警察官時代の組み手や吸血鬼としての基礎能力による格闘戦なども行う。
性格はどこか気弱で、吸血鬼であることに対しての気後れや戸惑いなどが見られる。そのためたとえ輸血用の血液であっても血を飲むことを拒否し、アーカードの行動にも付いていけないことがある。対して激昂すると並の吸血鬼やグールなど敵にならないような戦闘力や残虐性を発揮する。アーカードに「おっかなびっくり夕方を歩く奴」と言われるように、作中では人と吸血鬼の間を漂うような存在となっている。また、作品のコメディリリーフ的な役割も果たしている。
幼いころ、警察官だった父親の命を狙った2人組の犯罪者に自宅を襲撃され、目の前で両親を殺された上、自身も瀕死の重傷を負った過去を持つ。孤独な幼少時代を過ごした後、周りの反対を押し切って警察官となった。第1話において吸血鬼の牧師が起こしたチェダース村事件に警官隊の一員として派遣されるが牧師に捕まり、殺されかける。そこに現れたアーカードに対し人質として盾に使われるが、吸血鬼になる意思を確認したアーカードによって牧師ごと撃たれ、致命傷を負ったところを血を吸われて吸血鬼となる。表向きはチェダース村事件で行方不明ということになっている。
作中では上記の通り人と吸血鬼の間を漂うような存在であり、敵味方問わず、残忍や冷酷な者ばかりの本作にあって仲間の死などに悲しむ様子を見せる。しかし、最初からアーカードの評価は高く、第二次ゼーレヴェ作戦でも少佐から要注意の扱いを受ける。実際、物語終盤にベルナドットの血を吸って本物の吸血鬼として覚醒するとゾーリンを一方的に屠り、大尉とも渡りあう。アンデルセンからも一目で実力を高く評価され、もはやハインケルらレベルでは勝てないと評される。
30年後ではかつてのアーカードの立場になっており、体内のベルナドットと共にヘルシング機関に仕えている。
インテグラ・ヘルシング
声 - 榊原良子（幼少時：水橋かおり）
アーカードの主人。フルネームは「インテグラル・ファルブルケ・ウィンゲーツ・ヘルシング」。ヘルシング家当主で、大英帝国王立国教騎士団局長。円卓会議の一員。年齢は20代半ば。
長い金髪、褐色肌に眼鏡をかけた女性。威圧的で苛烈な言動の女傑だが、非常時などには焦りや弱さを覗かせることもある。基本は命令する立場だが、自ら長剣や銃器を武器に戦うこともあり、単身で並の吸血鬼を倒す場面もある。また、処女であり、処女の血は吸血鬼にとって美味となるために、自分の血をセラスに舐めさせるシーンもある。
母親などは不明。物語開始の10年前、父アーサーが亡くなった際に彼の遺言で家を継ぐが、それを良く思わない叔父リチャードに命を狙われる。ヘルシング邸地下に追い詰められ、そこでリチャードに撃たれるが、その際に飛び散った血がアーカードの封印を解き、彼の主人となる。その場でアーカードが叔父を殺害したことで、名実ともにヘルシング家の当主となったという過去を持つ。
作中ではアーカードの主人として、彼の傍若無人ぶりに釣り合う鉄の意志と器の大きさを見せる。ブラジルでの人に対する掃討命令や、裏切ったウォルターの討伐命令など、時に渋る様子を見せるものの、最終的には果敢な決断を下し、アーカードからは「それでこそ我が主」として絶大な信頼を寄せられる。同様に敵対する少佐やアンデルセンからも、一目置かれる。
30年後も変わらずヘルシング機関を統率しているが、一家が国家機関を担うのは古いとし、次世代に引き継ぐことを示唆している。
ウォルター・C（クム）・ドルネーズ
声 - 清川元夢（青年時：浪川大輔 / 少年時：朴璐美）
ヘルシング家の執事兼戦闘員。69歳。
先代ヘルシング卿のころよりヘルシング家に仕える老執事。「死神」の異名を持ち、かつてはヘルシング機関の先兵として吸血鬼狩りを行っていた戦闘員でもある。現在でこそ老成しているが、少年時代は口が悪く凶暴な性格だった。55年前の若き日にはアーカードと共にナチスの吸血鬼研究機関を壊滅させており、その際に現在のミレニアムの原型となる少佐の部隊と交戦している。
少年時代より極細の鋼線を武器とし、これを自在に操ることであらゆる物を切断し、時には編み込むことで銃撃すら防ぐ盾としても活用する。また、外伝『THE DAWN』ではパラシュートなしで輸送機から飛び降り、鋼線を使って無傷で着地している。老いた現在でも並の吸血鬼なら容易く殺せるなど高い戦闘力を持つが、吸血鬼化し全盛期に若返った時には高層ビルを斬り倒し、アーカードと互角に戦うといった多大な戦闘能力を見せる。
インテグラの側近として物語序盤より登場し、各種の手配や、彼女の相談役などを担う。ヴァレンタイン兄弟による襲撃時に「死神」という渾名や戦闘能力が明かされ、セラスと共にヤン率いる武装したグールの集団を一掃する活躍を見せる。
ミレニアムによるロンドン侵攻時はインテグラの護衛役として彼女と行動を共にするが、途中で因縁ある大尉と対面し、インテグラを逃がして自らはその場に留まり消息不明となる。その後、詳しい経緯は不明だが、アーカードと闘いたいという理由でミレニアム側に寝返り、余命幾許も無いというリスクを負ってまで、かなり無茶な吸血鬼化の施術を受け、肉体年齢も壮年期まで若返る。アンデルセン戦直後のアーカードの前に現れると由美江を瞬殺して彼に挑み追い込むが、戦闘が長引き、無茶な施術の副作用でさらに少年期にまで若返り、同時にアーカードが「血の河」を戻し始めたことで己の手で彼を滅ぼす機会を永遠に失い、事実上敗北する。
目標を失って放心状態となり、当初はハインケルの復讐を無抵抗で受け入れようとしたが、裏切り者なりに最後のけじめをつけるとして、ハインケルを返り討ちにし、旗艦「デウス・エクス・マキナ」に乗り込む。そこで逃亡を企てていた博士を殺し、最期にアーカードを倒せなかったことを悔やみつつ、インテグラへの別れの言葉を呟き、燃え尽きる飛行船と運命を共にする。
いつからヘルシング機関を裏切っていたかについては詳細は不明だが、インテグラが叔父に襲われアーカードと契約した時、本来ならインテグラをいつでも護れる位置に居ながらも何故かその時は居なかったとアイランズから疑問視され、また、ウォルターが用意した「ジャッカル」に爆弾が仕掛けられていたなど、かなり古くから裏切っていた可能性を示唆されている。
ピップ・ベルナドット
声 - 平田広明（少年時代：五十嵐裕美）
傭兵部隊「ワイルドギース」の隊長。フランス人。
左眼の眼帯と三つ編みにした長い髪がトレードマークの顔立ちの良い青年。年齢は20代後半。先祖代々傭兵という一族の出で、一見すると軽いノリの性格だが傭兵としては優秀。危険な状況下でも洒落っ気を忘れず、部下たちからも慕われている。ヴァレンタイン兄弟の襲撃によって壊滅状態となったヘルシング機関の兵の補充のために、部下たちと共に雇われる。主な武器はAK-74やコルトSAAなどの銃器。: 上記の通り、ヴァレンタイン兄弟の襲撃後にヘルシング機関に雇われるという形で登場する。直後のブラジル編では、アーカード、セラスと共に現地に赴く。悪態をつきながらも的確に先を読んでアーカードをサポートし、敵司令部を壊滅させ、逃走用のヘリの奪取を行う。
ミレニアムのロンドン侵攻時は、セラスと共にヘルシング機関の防衛にあたる。吸血鬼の特性を踏まえた罠や迎撃で、ゾーリン率いる襲撃部隊に大打撃を与えるものの、ゾーリンの幻術によって一転、窮地に陥る。その後、ゾーリンとセラスの戦いの際にセラスを庇い致命傷を負う。最期はセラスの唇を奪い、「俺を喰え」と告げて息を引き取る。その後、ベルナドットの血を吸ったセラスが真の吸血鬼と覚醒する。
セラスの命と同化したために彼女の中で生きている状態となっており、大尉戦ではセラスに助言したり鼓舞したりし、最後は具現化して大尉に致命打となる「銀の差し歯」を撃ち込んでいる。
2030年の時点でもセラスの影として活動しており、館の全域を覆っていた影に気付いた間久部に悪態をつく。
原型となったのは『COYOTE』の主人公、ピップ・ボルナードだが、そちらでは眼帯は無く、アンデルセンと同じ銃剣を愛用武器としている。
アーサー・ヘルシング
声 - 大塚周夫（青年時：浪川大輔）
先代ヘルシング家当主で、インテグラの実父。本編では故人。
インテグラの回想にわずかに登場し、吸血鬼の真の恐ろしさを娘に伝えたり、死の間際に弟が家の簒奪を目論むことを憂慮して、間接的にアーカードの解放を彼女に遺言として残す。アイランズ卿とはオックスフォード大学の同窓生で盟友。
外伝『THE DAWN』においては1944年当時のヘルシング家当主の青年として登場し、ワルシャワへアーカードと若き日のウォルターらを派遣する。大酒飲みの女好きという破天荒な性格をしており、ナチスの人工吸血鬼計画を憂慮するアイランズを振り回す。

### 大英帝国円卓会議
英国王室に忠誠を誓う政財界の重要人物や軍人などで構成された秘密結社。実質的に大英帝国を裏から操っているとされる。アーサー王伝説の円卓の騎士に倣い、12人の構成員がいる。インテグラもこのメンバーの1人。
ヒュー・アイランズ卿
声 - 水野龍司（TV版） / 堀勝之祐（OVA版）、諏訪部順一（青年時）
円卓会議議長。
円卓会議の中心人物である老紳士。先代ヘルシング卿とはオックスフォードからの同窓で、アーサーと呼ぶなど仲が良かったと同時に、彼のあまりに破天荒な性格に苦労していた。アーサー死去時には、彼の弟が家の簒奪を企むことを危惧し、幼いインテグラを守るようウォルターに警告していた。ミレニアムのロンドン侵攻時には女王やウォルシュと行動を共にし、ヘルシング機関を信じて核ミサイルによるロンドン放棄計画を遅延させる。
2030年には、彼の曾孫が後を継ぎ、円卓会議の一員として登場している。
シェルビー・M・ペンウッド卿
声 - 北川勝博（TV版） / 広瀬正志（OVA版）
円卓会議のメンバーの一人。英国海軍中将（英国安全保障特別指導部本営の司令）。
気弱な様子を見せる恰幅の良い初老の軍人。自他共に「無能」「臆病者」と評され、インテグラら円卓会議の若いメンバーからはミレニアムへの内通者として疑われるものの、彼をよく知るアイランズやウォルシュからは「裏切る前に自殺してしまう」「無能だが男の中の男」と人格を高く評価される。また、部下たちからも軽口を叩かれながらも慕われていた。
ヴァレンタイン兄弟による円卓会議強襲時に初登場し、この時は弱音を吐きながらも拳銃を構え、円卓会議の一員としてヤンを迎撃する。ミレニアムのロンドン侵攻の際は英国安全保障特別指導部本営の長として、各拠点間の連絡・指揮を担う。やがてミレニアムの軍勢に拠点を襲撃される中にあって、グールにならないために部下たちが自決した後、各部隊に「抵抗し、義務を果たせ」と最後の命令を下し、本営内に突入してきた吸血鬼の群れを巻き込んで自爆死する。
2030年には彼の孫が登場する。父と同様に気弱な性格で、インテグラにヘリコプターの代金を要求され、断れずに泣いて逃げ帰る。
ロブ・ウォルシュ中将
声 - 大友龍三郎
円卓会議参議。
眼光の鋭い初老の軍人。アイランズ、ペンウッドとは共通の友人。ミレニアムのロンドン侵攻時では、女王の近衛隊としてロンドン郊外にいる。アイランズや女王と共にヘルシング機関を信じ、ミレニアムへの対抗策である核ミサイル発射計画を遅延させる。2030年には退役大将となり、円卓会議議長に就任している。
大英帝国女王
声 - 藤田淑子
英国元首。
具体的な個人名は出ず、シルエットの老婆として描かれる。過去にアーカードと面識があったことを示唆する描写がある。OVA版のクレジット名は「いつまでも美しい女王」。

### イスカリオテ機関
正式名称はローマ教皇庁特務局第13課イスカリオテ機関。作中ではローマ教皇庁（ヴァチカン）には十二使徒の名を冠した12の課が置かれていることになっており、裏切者イスカリオテのユダの名を冠する第13課は表向きは存在しないことになっている。
ヴァチカンの保有する唯一にして最強の戦力であり、カトリックの地上における神罰の代行者として、悪魔・化物・異教・異端の殲滅を存在目的とする。英国国教会の守護者であるヘルシング機関とは対立していたが、第二次世界大戦末期に一部のヴァチカン関系者がミレニアムと関係を持っていたことを知らせ、ミレニアムに対抗するために呉越同舟の共同戦線を張る。
ミレニアムのロンドン侵攻に乗じて英国を裏切り、第九次空中機動十字軍の召集および第九次十字軍遠征「熱狂的再征服（レコンキスタ）」を発動する。英国を再びカトリック教会の支配下に置くためにロンドンを強襲するが、先遣の武装神父隊（アンデルセン）の命令拒否や、アーカードの「拘束制御術式 零号」解放によって戦局が悪化し、総司令官のマクスウェルは死亡、アンデルセンにより第九次十字軍失敗が宣言される。
2030年には間久部機関長の下で再編されている。 
モデルは短編『CROSS FIRE』に登場する「イスカリオテ機関」。
アレクサンド・アンデルセン
声 - 野沢那智（TV版） / 若本規夫（OVA版）
イスカリオテ機関に所属する神父。
背が高いがっちりとした体格の中年男性。人間ながら普段のアーカードに伍する戦闘能力を持ち、「聖堂騎士（パラディン）」「銃剣（バイヨネット）」「天使の塵（エンジェルダスト）」「殺し屋」「首切り判事」「再生者（リジェネレーター）」など数多くの異名を持つ。普段は温厚な性格で孤児院に勤めているが、その本性は筋金入りの狂信者であり、化物や異端問わず反カトリック的な存在には容赦がない。作中でアーカードが唯一「宿敵」と呼び実力を認めた「人間」でもある。
生身の人間でありながら生物工学の粋を凝らした「自己再生能力（リジェネレーション）」と「回復法術（ヒーリング）」により、たとえ頭を銃で撃たれても瞬時に回復する。武器は大量の銃剣（銃に装着せずそのまま手に握る）で、単純に刀剣としての格闘以外にも投擲武器としても使用したり、鎖に爆薬と共に括りつけて攻撃する「爆導鎖」などバリエーションが豊富にある。また、聖書のページを護符のように利用し、結界を張ったり突然の出現・撤収を行ったりもする。
作中には北アイルランドでの吸血鬼事件で登場し、アーカードと初対峙する。人間であるにも関わらず、上記の驚異的な戦闘能力で彼と互角に戦い驚かせる。その後も、英国に赴いたマクスウェルの護衛役や、南米での情報収集任務を行い、アーカードの南米脱出では不本意ながら手助けする。
ミレニアムの第二次ゼーレヴェ作戦に端を発する第九次十字軍遠征では、十字軍本隊に先駆け、武装神父隊を率いて英国に上陸する。マクスウェルの意図に反して、自らの裁量権でインテグラを手助けし、その後、十字軍本隊による攻撃が始まるとマクスウェルの行動を「神ではなく『神の力』に仕えている」と断じ、自らの意志をもって独自行動を取る。最終的にアーカードの「死の河」によって十字軍が壊滅する中、マクスウェルに実質的なとどめを刺し、遠征失敗を宣言する。そのまま自らはアーカードと決着をつけるとして彼に挑み、「死の河」による数多の亡者の壁を突破して対峙し、アーカードから称賛を受ける。ところが、彼に勝つために人間を辞めて化物となることを既に決めており、アーカードの制止も気にせず、切り札として用意した聖遺物「エレナの聖釘」を自らの心臓に刺して茨の化物となる。熾烈な戦闘でアーカードを追い込むものの、化物では自分を倒せないとして覚悟を決めたアーカードに最終的には心臓を握り潰され敗北する。最期は涙を流すアーカードを諭して地獄での再会を約束し、孤児院の子供たちに想いを馳せながら死亡する。
外見・設定のモデルは同作者の成年漫画『ANGEL DUST』の主人公で、元殺し屋の神父アンデルセン。
エンリコ・マクスウェル
声 - 田中秀幸（TV版） / 速水奨（OVA版）、早水リサ（幼少時）
イスカリオテ機関の機関長。司教（のち大司教）。
カトリック教会の絶対性を疑わない狂信者で、慇懃無礼で傲慢な性格の少壮の男。後述の出自から上昇志向が非常に強い野心家でもある。物語前半ではヴァチカンの代表として英国と折衝を行う傍らで、かつてミレニアム（ナチス）を支援していた教会内部の背教者達の粛清を行う。後半ではヴァチカンの現地最高指揮官としてミレニアムによるロンドン侵攻に介入し、三つ巴の戦いを繰り広げる。
その出自は妾の子として親に捨てられた孤児で、アンデルセンが勤める孤児院で幼少期を過ごす。己を疎む全てを憎み、それらを見返すための上昇志向が非常に強い。狂信者ではあるが、同じ狂信者であるアンデルセンには、「神」ではなく「神の力」を拠り所としているに過ぎないと看破される。
北アイルランドでの事件後、イスカリオテ機関の長としてロンドンを訪れるという形で作中に登場する。謝罪もなく、むしろインテグラを挑発するが、最終的にはミレニアムに対抗するために情報交換および共同戦線を張ることを約束する。その後、少佐による英国への宣戦布告の場にも臨席していたが、まったく相手にされずプライドを酷く傷つけられる。
ミレニアムによる第二次ゼーレヴェ作戦に際し、教皇より第九次十字軍の最高指揮官に任命され、同時に大司教に昇格する。最初から狙いはミレニアム討伐にかこつけた英国をカトリックの影響下に置くためのレコンキスタ（再征服）であり、ミレニアムの軍勢と相対すると同時に、ロンドンの一般市民の虐殺も敢行する。ミレニアムとの膠着状態の中で、ロンドンに帰還したアーカードにより「死の河」が解放されると戦列が崩壊し、劣勢に立たされるが、それでも進撃命令を繰り返す。最期は護衛ヘリを撃破されて亡者の只中へ落とされた上に、守りの硬化テクタイト複合強化ガラスの壁を、先述した信仰の拠り所の違いという点でアンデルセンに破壊され、亡者たちの手で串刺しとなって死亡する。
設定のモデルは『CROSS FIRE』の同名人物。容姿のモデルはジョン・ロビンソン。
ハインケル・ウーフー
声 - 斎賀みつき（OVA版）
イスカリオテ機関に所属する神父。
ショートカットに中性的な顔立ちの性別不詳の人物（設定資料や作者インタビューでは「ふたなり」と明言されており、OVA版の声優は女性である。詳細は後述）。2丁拳銃など銃器の使い手で、高い戦闘力を誇る。元は単行本第1巻から第3巻にも収録された短編『CROSS FIRE』の主人公の女性であり、本編には第4巻で姿を見せ、第6巻で本格的に登場する。
第九次十字軍遠征に際し、先遣隊である武装神父隊と共に登場する。由美江と同じくアンデルセンの決定に戸惑いつつ、彼に従う。十字軍壊滅後は、アンデルセンに帰れと言われつつも、アーカードに挑む彼を援護し、2人の戦いを見届ける。ところがアンデルセン死亡直後に現れたウォルターに恩師アンデルセンの亡骸を踏みにじられた上に由美江を殺され、さらには大尉に頬を撃ち抜かれて応急医療キットを渡されるという屈辱を受ける（対等の敵とみなされていないことを意味する）。その後、包帯を顔に巻いた状態でアーカード戦後の放心状態のウォルターを狙撃しダメージを与えるも、とどめを刺す前に左の手足を切断されて取り逃がす。
2030年には、かつてのアンデルセンのような立場となっており、ヘルシング機関本部を訪れた間久部に付き添いながら、同じくアーカードの立場にいるセラスと対峙している。外見はほとんど変化しておらず、大尉に撃たれた頬の傷は癒えていないせいでまともに喋れず、顔を包帯で粗雑に巻いて隠している。
原型である『CROSS FIRE』では明白に女性として描かれているが、本編では性別不詳で描写されている。厳格なカトリックでは異性装が禁じられているという前提で、『ぱふ』2005年12月号の作者インタビュー記事では「ふたなり」であることを示唆しており、『HELLSING official guide book』の紹介記事では「性別：ふたなり」と表記されている。また、『HELLSING official guide book』の作者インタビューによるとOVAでは当初は制作陣に男性と思われていたらしく、杉田智和が演じる予定であった。
由美江
声 - 甲斐田裕子（OVA版）
イスカリオテ機関に所属するシスター。
黒髪で、目が隠れるほどのややウェーブが掛かった長髪の女性。性格は短気で無口。「島原抜刀流」なる剣術の使い手で長尺の日本刀を得物とする。原型はハインケルと同様に短編『CROSS FIRE』の主人公・高木由美江/由美子であり、本編には第6巻から登場するが、多重人格の設定は不明確で作中にはバーサーカーの人格である由美江しか登場せず、高木という名字も出てこない。
第九次十字軍遠征に際し、先遣隊である武装神父隊と共に登場する。ハインケルと同じくアンデルセンの決定に戸惑いつつ、彼に従い、彼のアーカードとの戦いも見届ける。ところが、アンデルセン死亡直後に現れたウォルターが恩師でもあるアンデルセンの亡骸を踏みにじってゴミと呼んだことに激昂し、神速の抜刀で斬りかかるものの、刀ごと体を切り刻まれて即死する。
作者によれば、由美江の人格しか作中に出さなかった理由として「クロスオーバーのキャラとしてはそこまでやるとキャラが立ちすぎて煩雑になる」と回答している。
間久部
声 - 谷口節（OVA版）
2030年におけるイスカリオテ機関の機関長。
タレ目で顔に傷がある男。ヘルシング機関本部を訪れ、警備が手薄と見て今なら制圧できると進言する部下の言葉を諌め、「500年待ったのだから、あと数百年待つのは訳ない」と、「第十次十字軍」を行うべく野心を燃やしている。
外見のモデルは『進め!!聖学電脳研究部』の同名人物。

### ミレニアム
南米に逃れたナチス残党によって結成された組織（軍団）。「ミレニアム」とはナチス・ドイツが掲げた千年王国の意。「最後の大隊（ラスト・バタリオン）」と名乗ることもある。指揮官である「少佐」を除く1,000名の構成員全てが吸血鬼化した戦闘団（カンプグルッペ）であり、士官の中には「人狼（ヴェアヴォルフ）」と呼ばれる特殊能力を持った幹部もいる。基幹はSS（武装親衛隊）大隊であるが、空軍、海軍、SS降下猟兵の参加者もおり、さらに、各所にスパイやシンパも存在し、単なる捨て駒から重要拠点の制圧などの作戦行動を担う者まで様々である。
その前身は、第二次世界大戦中よりヒトラーが下した命令「総統特秘666号」を遂行すべく結成され、「少佐」を筆頭に人為的な吸血鬼作成の研究を行っていた独立部隊。永遠の命を餌に一部のヴァチカン関係者との協力関係の構築も行っていた。戦時中は出来損ないのグールしか作れず、それもヘルシング機関によって潰されるが、戦後に逃れた南米で研究を完成させる。
物語初期は、南米ジャブローの本拠地、豹の巣（パンテルシャンツェ）を拠点に、使い捨ての吸血鬼たちを操り散発的に英国を襲わせてデータを集め、中盤より第二次ゼーレヴェ作戦を発動してロンドンに侵攻する。ヒトラー亡き今は正規軍と呼べるものではないが、宣戦布告をするなど、あくまで英国と対等関係での戦争行為を自負している。
少佐の意のままに動く軍隊であるが、その最終目的は判然としない（目的などの詳細は「少佐」の説明を参考）。
少佐
声 - 飛田展男（OVA版）
ミレニアムのリーダー。本名不明。
眼鏡をかけた肥満体の男。作中では「少佐」「総統代行」「大隊指揮官」などの階級や役職名でしか呼ばれず本名は不明。かつて第二次世界大戦において、ヒトラーより人工吸血鬼製造の研究を命じられた武装親衛隊（SS）所属の責任者であり、その計画を当時のアーカードとウォルターに潰された過去を持つ。「目的のためには手段を選ばない」という『君主論』を引き合いに出した上で、「手段のために目的は選ばない」と謳うほどの戦争狂であり、実際にその目的は判然とせず、本来は手段である戦争行為自体を楽しむような言動が多い。作中では人工吸血鬼製造や、それに伴う英国襲撃などの事件を引き起こし、物語後半では英国に宣戦布告を行っての対等な戦争行為を自負したロンドン侵攻を行う。相当な策略家だが、個人の戦闘能力は無きに等しく、射撃はとてつもなく下手。また、半世紀前と外見に差異がなく、部下たちと同じ人工吸血鬼であるかのように描写されるが、実際には後述の思想により、サイボーグの身体であった。
人間を「意思の生き物」だと定義し、血液を介して他者と融合する吸血鬼の本質を憎み、これを否定する。たとえサイボーグの身体で見た目が「化物」のようであっても確固たる意思を持つ自分は「人間」だとし、逆に吸血鬼（アーカード）を「人間」に見える「化物」と呼ぶ。かつてのワルシャワでの邂逅以来、人としてアーカードを倒すことを人生の目的とし、一連の事件を引き起こす。実は大戦末期にはソ連兵に捕まってリンチされ、アーカードと同じく生身の人間から吸血鬼になれる可能性があったがこれを拒絶した過去を持っていた。
元は上記の通り、ナチスドイツ時代の親衛隊少佐で、第二次大戦中にヒトラーより「総統特秘666号」の密命を受け人工吸血鬼製造研究を始める。ところが1944年、ワルシャワにあった吸血鬼研究機関をアーカードとウォルターに潰されてしまう（この時、「血の河」が解放され、吸血鬼の本質を知ったことが示唆される）。その後、自身もソ連兵によって瀕死の重傷を負うが大尉と博士に救助され、戦後は南米に潜伏して吸血鬼研究を完成させる。この間には同じく南米に逃れてきた上官たちを名目上は上司として遇するも組織の実権は握り続け、第二次ゼーレヴェ作戦を前に彼らを粛清し、名実共にミレニアムのリーダーとなる。
第二次ゼーレヴェ作戦ではリップヴァーンを使って陽動とし、アーカードが不在となったロンドンを強襲する。一方的な破壊と殺戮を行い、マクスウェル率いるヴァチカンの介入も楽しむ。真の狙いはアーカードに血の河を解放させ、シュレディンガーによって消滅させることであり、アーカードを倒すという悲願を達成する。最期は対面したインテグラに真意や自身の思想を明かし、彼女の左目を負傷させつつも、自身は眉間を撃ち抜かれる。そして自分が起こした戦争を「いい戦争だった」と満足げに語り微笑みを浮かべながら絶命する。
カバー裏などのオマケでは、大尉や博士と共に作中のキャラが一転してオタクとして描写され、コミケなどに参加している。最終巻ではパタリロのコスプレをする。
原型となったのは『COYOTE』に登場する悪役キャラ、モンティナ・マックス。髪型・衣装は同じだがモンティナは痩身の青年で、続編である『ANGEL DUST』ではサイボーグ化され長髪長身の美形キャラとなって再登場している。「少佐」も登場初期はさほど肥満体ではなかった。
作中では本名は明かされないが、第4巻41Pの背景の文字や第5巻表紙カバー裏側の身分証では、原型と同じ「モンティナ・マックス」となっている。
大尉
ミレニアムの幹部でヴェアヴォルフ筆頭。本名不明。
襟を立てた黄色の熱帯用オーバーコートに規格帽という、ナチスドイツ時代の北アフリカ戦線風の軍服を着た軍人。長身細身の偉丈夫の青年で、無表情でセリフを一言も発することがない。その正体は吸血鬼ではなく人狼であり、本来「ヴェアヴォルフ」という称号も彼一人のものであったという。ワルシャワ時代から容姿を変えず、博士と共に少佐に仕える。
サーベルと見紛う程の長銃身を持つモーゼルM712（メーターモーゼル）を愛銃とし、人狼としての規格外の身体能力を有する。身体を霧のような状態に変えるという術を持ち、変幻自在に姿を変えて相手の攻撃の回避などを行う。アーカードとの本格戦闘はないものの、外伝『THE DAWN』では当時のウォルターを、本編では本物の吸血鬼として覚醒したセラスを追い込む力を見せる。一方で人狼の特性として銀を苦手とする。
作中ではもっぱら少佐の側近とし、彼の傍らに佇むのみでセリフもない。第二次ゼーレヴェ作戦では、ヘルシング邸へ急行するインテグラの前に立ち塞がり、彼女とウォルターを引き剥がす。終盤では飛行艇内でセラスと一騎打ちを行い、終始優勢に立つ。しかし、セラスと、彼女の体内にいるベルナドットにより、戦時中の強奪品である銀製の差し歯を心臓に撃ち込まれて死亡する。差し歯はわざとセラスに使うよう仕向ける描写があり、また、子供のような満足した笑みを浮かべて死ぬなど、セラスからは死に場所を探していたとみなされる。
カバー裏などのオマケではカメコ（カメラマン）として描写されており、極端に長い望遠レンズのカメラで「おんぷたんゲット」などと言いながらコスプレヤーを撮影している。
外見のモデルは同作者の成年漫画『砂漠の用心棒』のハンス・ギュンシュ。
博士（ドク）
声 - 中博史（OVA版）
ミレニアムの幹部で吸血鬼製造研究の責任者。本名不明。
いつも血塗れの白衣と多重レンズ付の眼鏡を身につけた細身の男。吸血鬼であるかは明確ではないが、外見は外伝『THE DAWN』の登場時より老化が見られない。ポケットに無線式発火装置の起爆などを兼ねた多機能コントローラーを携帯し、ヤンの発火など部下の処分は彼が直接手を下している。少佐を怖れている節もあるが、彼に褒められるのが好きで、指揮官として心底慕っている様子を見せる。
作中ではもっぱら少佐の側近として登場するのみで、個人で目立った活躍は少ない。戦中のワルシャワ研究所では、「彼女」と捕虜を用いて非道な人体実験を手掛けていた。物語終盤では少佐の死と前後して、研究成果を持って飛行艇からの脱出を図るがウォルターに阻まれる。「科学者として研究成果を世界に広めなければならない」と主張するが、ウォルターからは「既存の吸血鬼を真似しただけにすぎない」と侮蔑されて殺害される。
シュレディンガー准尉
声 - 白石涼子（OVA版）
ミレニアムの幹部でヴェアヴォルフの1人。
ヒトラーユーゲントの服装をした猫耳の少年。性格は正しく自由気ままな猫といった感じで、少佐にも平気で憎まれ口を叩く（少佐自身もそれを許している）。しかし、大尉にだけは弱い。「自分自身を認識可能な状態にある限り（どこにでも）存在できる」というヴェアヴォルフの中でも殊更に特異な能力を持ち、遠く離れた場所でも一瞬で移動して神出鬼没に現れ、銃で頭を吹き飛ばされているものの死ぬことは無く、何事も無かったかのように再登場する。
作中にはミレニアム発覚後から端役としてしばしば登場し、その能力で伝令役などを担う。少佐からは対アーカードの切り札と称され、アーカードが「拘束制御術式 零号」で解放した数百万の命を自身の身体に戻す際に、自らの首を切ってその中に紛れ込み、彼の命と同化する。これにより、シュレディンガーの能力が付与されるも、その幾百万という命の中で自身を認識することは不可能とし、少佐の狙い通りにアーカードは消滅する。
名前の由来はエルヴィン・シュレーディンガーによる思考実験「シュレーディンガーの猫」から。
リップヴァーン・ウィンクル中尉
声 - 坂本真綾（OVA版）
ミレニアムの幹部でヴェアヴォルフの1人。
長髪に眼鏡、そばかすの女吸血鬼。旧式マスケット銃を武器とし、撃った弾がホーミング能力を持って標的を襲い、さらに対象に命中した後も運動能力を失わず1発で複数の獲物を仕留めることができるという特殊能力を持つ。この能力により、少佐からはウェーバーの歌劇になぞらえた「魔弾の射手」の称号を与えられる（直接は知らないはずだが、「魔弾」のあだ名自体はヘルシング機関でも用いられている）。この呼び名を本人も気に入っている様子で『魔弾の射手』の「狩人の合唱」を歌っている場面が多くある。
第二次ゼーレヴェ作戦の前段において、ロンドンからアーカードを引き離す陽動作戦を担い、降下猟兵部隊を率いて大西洋上を航行中の英国海軍インヴィンシブル改級VSTOL空母「イーグル」を乗っ取り、「アドラー」（ドイツ語で「鷲」を意味し、イーグルと同義）と改名する。その能力と空母の装備を生かして鉄壁の守りを誇り、アーカードを出動させることに成功する。しかし、高速戦略偵察機であるSR-71 ブラックバードを改造した高高度実験機、EXP-14LIEを駆るアーカードに突入され、兵士たちを皆殺しにされた上に自身もマスケット銃を心臓に突き立てられて死亡する。その際にアーカードから血を吸われるが、少佐より「任務を果たした」として発火はさせられず、ミレニアム全軍から敬礼を捧げられて追悼される。
その後、アーカードの「拘束制御術式 零号」解放時にトバルカインと共に亡者の1人として復活し、ミレニアムと十字軍を攻撃する。
外伝『THE DAWN』にも端役として登場する（当時の階級はSS下級突撃隊指揮官=親衛隊少尉）。当時のアーカードと対峙するも、手足が生えて怪物化した棺桶にチョップを食らった上に蹴飛ばされてKOされるなど、全くのギャグキャラ扱いとなっている。
ゾーリン・ブリッツ中尉
声 - 沢海陽子（OVA版）
ミレニアムの幹部でヴェアヴォルフの1人。
短髪で、右半身に奇怪な紋様を刻んでおり、右目が斜視気味の女吸血鬼。死神を連想させるような大鎌を武器にし、また幻術を行使する。幻覚の発動時には右半身に刻まれた刺青が蠢くような感じとなり、自身が巨大化しているように見せたり怪我を負わせたような感覚を与えたりできる。さらには相手の記憶を汲み取った幻覚を見せることもできる（但し目に頼らない吸血鬼には効果が無い）。
第二次ゼーレヴェ作戦において独立部隊を率いてヘルシング邸を強襲する役目を担う。当初は苦戦して多くの部下を失うも、得意の幻覚で挽回し、ベルナドットの傭兵隊を殲滅してセラスに致命傷を与え、さらにベルナドットを殺害する。しかし、ベルナドットの血を吸って覚醒したセラスにより、壁で頭を磨り潰されて絶命する。
トバルカイン・アルハンブラ
声 - 大塚芳忠（OVA版）
南米で活動していたミレニアムの吸血鬼。中尉。
ペルシャ的な風貌で「伊達男」の異名をとる壮年男性。「伊達男」の異名通りのいでたちで紳士的な言動を取るが、しばしば「Gooood」や「なぁぁぁぁめぇぇぇぇるぅぅぅぅぅなぁぁぁぁ!!」など、間延びしたような話し方をする。無限枚数のトランプ（カード）を武器とする特殊能力を持ち、このカードで傷付けられた傷はアーカードでも容易には修復できない。
ミレニアムの情報を集めるためにブラジルに来たアーカードを迎え撃つために作中に登場する。永遠の命（吸血鬼化）を餌に現地のシンパをけしかけてアーカードを襲撃させた後、自らアーカードに挑む。当初はアーカードと互角に戦うも結果は惨敗し、ヤンと同様に口封じのため無線式発火装置で燃やされるも、燃え尽きる前に彼に血を吸われる形で情報を引き出される。
アーカードに血を吸われていたために、物語終盤のアーカードの「拘束制御術式 零号」解放時にリップヴァーンと共に亡者の1人として復活し、ミレニアムと十字軍を攻撃する。
階級は中尉かつ特殊能力を持つ人工吸血鬼だが、シュレディンガーの言葉によるとヴェアヴォルフではない。
ヴァレンタイン兄弟
声 - 兄：子安武人 / 弟：中井和哉（TV版）、高木渉（OVA版）
兄ルークと弟ヤンの吸血鬼兄弟。ルークは准尉。
ルークは白を基調としたスーツを着たジェントルマンの青年で、ヤンは黒を基調としたストリートギャング風の青年。ヤンは瞬発力以外に目立った能力は見られなかったが、ルークは近距離で銃撃をかわす反射神経と常人の目では捉えられないスピードを持ち、アーカードからA級と評される。また、ルークは左腕に小型拳銃を仕込む用心深さも見せている。
まだミレニアムの存在が不明であった物語序盤において武装したグールの群れを率いて円卓会議中のヘルシング機関を強襲する。ヤンは武装グール部隊を率いてヘルシング機関の構成員のほとんどを殺害するも、セラスとウォルターにグール部隊を壊滅させられ追い詰められる。少佐によって口封じのための無線式発火装置が起動され、体が炎上する中で「ミレニアム」という言葉を遺して消滅する。ルークはカービン銃2丁を武器に単身でアーカードに挑み、彼にある程度の実力を認められて拘束制御術式の一部を解放させるにまでおよぶ。「吸血鬼の持つ能力全てを備え、それ以上」と豪語していたものの、修復能力などは特に持たない人工吸血鬼であり、特殊能力も持っていなかったために瞬く間に追い込まれてアーカードを失望させることになり、最後は黒犬獣に喰い殺される。
物語終盤のアーカードとウォルターの戦いの際に、黒犬獣が両断されたことによって再登場する。状況を理解できないまま、ウォルターに糸で操り人形にされながらアーカードを攻撃し、途中では自発的な攻撃も見せる。しかし、混戦の中で密かにアーカードに血を吸われて同化され、ウォルターを出し抜くための囮として命を消費されて今度こそ死ぬ。
テレビアニメ版では設定が異なり、ロンドン暗黒街の顔役で吸血鬼化のビジネスを行っていたが、テレビ番組のスクープを通じて存在を知ったヘルシング機関を排除しようとした。その最期はほぼ原作に準じているが、ヤンは完全な焼身自殺である。
作者のお気に入りであり、巻末などのおまけ漫画「ルークとヤンの人情紙○○」（○○の部分は毎回適当な単語に置き換わる。また最初は「人情」ではなく「人生」だった）では主役を張っており、自作品・他作品のパロディから特別意味の無い適当な内容などで掛け合い漫才のようなことをやっている。最終巻のおまけではHELLSINGの連載中に起こった重大な出来事として、OVA化や無事完結したことよりも「一番の事件は、こいつらの存在そのもの」とされている。
作者の次回作である『ドリフターズ』でも単行本の帯や休載時のお詫びマンガなどで何度も登場する。『ドリフターズ』のTVアニメでも第九幕の次回予告（西版）にヤンとルークが登場した。

### その他の登場人物
牧師
声 - 田中正彦（TV版） / 中田和宏（OVA版）
第1話に登場する吸血鬼。牧師として赴任したチューダス村にて10名の村人を殺害し、事件が発覚して警察に追及されると正体を現して彼らに襲いかかり、グールに変える。最後に生き残ったセラスをグールにすべく、処女を奪った後に吸血しようとしたが、アーカードにセラスの身体ごと急所を撃ち抜かれて倒される。
ハガーとジェシカ
声 - 高木渉・渡辺明乃（TV版） / 檜山修之・たかはし智秋（OVA版）
男女カップルの吸血鬼。キリスト教徒の一家を襲い、殺した者の血で壁に逆十字を書くなど、冒涜的で挑発的な行為を行う。処理に来たアーカードにはまったく歯が立たずハガーは惨殺され、ジェシカは逃亡を試みるがセラスに心臓を狙撃され死亡する。非童貞・非処女でも被害者がグールになっていたことから、ミレニアムの実験による人造吸血鬼であることが示唆されている。
なお、原作では名前は不明であり、ハガーとジェシカという名前はOVA版に依る。テレビアニメ版ではハガーの名前はモーガンとなっている。
ジャッカルの精
声 - 玄田哲章
アーカードの夢の中に登場したジャッカルの精。本物と偽物がおり、本物は1973年の映画『ジャッカルの日』でジャッカルを演じたエドワード・フォックスの姿をしている。偽物は1997年の映画『ジャッカル』でジャッカルを演じたブルース・ウィリスの姿をしている（ただし、格好は『ダイ・ハード』時のウィリスであり、語尾に「ウィリス」をつけて喋る）。
ハルコンネンの精
声 - 石塚運昇
セラスの夢の中に登場したジャッカルの精。1984年の映画『デューン/砂の惑星』でウラジミール・ハルコンネン男爵を演じたケネス・マクミランの姿をしている。
山守義雄
声 - 後藤哲夫（OVA版）
映画『仁義なき戦い』の登場人物。本編に一切登場しないが、単行本あとがきでのキャラクター紹介で4巻以降毎回登場する。常に殴り描きのペンタッチで描かれる上、登場する度に名前と肩書きの紹介が省略され説明文の内容が「身長50m以上、体重2兆トン」「ゲッターエンペラーが主食」などとエスカレートしていく。単行本第9巻の紹介文では「このまんがの主人公」とまで書かれた。また、同じく紹介される同映画の登場人物である山中正治の肖像がシュレディンガーを元にしているものに対し、山守の肖像は彼を演じた金子信雄の似顔絵になっている。

## 用語
吸血鬼
本作における吸血鬼は『吸血鬼ドラキュラ』の設定に準じる一般的な設定の吸血鬼（本来の吸血鬼）と、ミレニアムによって製造された人工吸血鬼の2種類が登場する。
本来の吸血鬼
不老不死の肉体と普通の銃弾では死なない生命力、常人を遙かに凌駕する怪力を持ち、コウモリや霧に姿を変え、使い魔を操る。一方で銀の弾丸や祝福された武器に弱く、流水に触れることもその上を越えることもできない。ただし、日光は致命的な弱点ではない（吸血鬼にとって日光が致命的な弱点になる設定は、1922年の映画『吸血鬼ノスフェラトゥ』以降のものであり、1897年の『吸血鬼ドラキュラ』時点では存在しない）。
作中では処女・童貞が吸血鬼に血を吸われた場合に吸血鬼化し、それ以外の場合はグールになるとされている。またアーカードおよび少佐のように絶望的な状況に陥った時に、人であることを諦めれば、生身の状態から吸血鬼になることがあるとなっている。
相手の血を吸うことは相手の生命と同化することとされており、相手の記憶や能力をその身に取り込むことができる。またそれ自体が命のストックとなり、少なくとも数十万以上の命を吸っているアーカードは単純に心臓を潰されても死なない不死性を持つ。
人工吸血鬼
ミレニアムがドラキュラ伯爵（アーカード）を模倣することで可能にした人工的な吸血鬼。常人を遙かに凌駕する身体能力を持つ。しかし、弱点は本来の吸血鬼の通りの上に日光が致命的なものとなり、コウモリなどに姿を変えたり、使い魔を使役するといった能力を持たない。ただし、ヴェアヴォルフなどの上位種の場合には日光が致命的ではなく、特殊能力を持っていることがある。
吸血鬼化に処女・童貞という条件は不要であり、さらに若返ることもできることが示唆されている。一方で、処女・童貞が人工吸血鬼に血を吸われても吸血鬼化せず、グールになる。また、親玉を殺してもこのグールは自動消滅しない。
食屍鬼（グール）
人の肉を好んで喰らうゾンビのような化け物。吸血鬼に血を吸われた者が非処女・非童貞であった場合にグールとなり、グールに襲われた者もまたグールとなる。また、グールに変えた吸血鬼の支配下に置かれる。生身の人間に対して強いと言えるが、動きが鈍く、知能が低いために吸血鬼ほどに危険な存在たり得ない。また、その親たる吸血鬼を倒すと自動消滅する。
ミレニアムの人工吸血鬼の場合、処女・童貞でもグールとなり、また親玉となる吸血鬼を倒しても自動消滅しない。1944年9月段階ではグールを人為的に製造するまで進んでおり、それらを組織的に投入することで戦線を混乱させ、戦況を逆転しようと企んでいた（外伝『THE DAWN』）。本編では、簡単な指揮命令が効く武装したグール部隊を編成し、ヘルシング機関を強襲させて多大な被害を与える。
彼女
ミレニアムの吸血鬼研究のサンプル。全身を隙間なく包帯で巻かれた上、ベルトや鎖などで、がんじがらめに拘束された遺体。彼女を模倣することで吸血鬼を製造しようとし、これがなければ研究は結実しなかったと称され、少佐からは「ヒロイン」と呼ばれる。
その正体は『吸血鬼ドラキュラ』の登場人物であるミナ・ハーカーの遺体であり、ドラキュラ伯爵（すなわちアーカード）の血を唯一吸った存在。ミナは『吸血鬼ドラキュラ』において吸血鬼になりかけるも、伯爵が倒されたことで人間に戻ったことになっている。しかし、アーカードが生きている以上、その痕跡は彼女の奥底に残っているはずとされ、そこで少佐は彼女の墓を暴いて、その遺体を研究材料にしていた。
時系列としては、1944年のワルシャワを描いた外伝『THE DAWN』で最初に登場した。本編では、最終盤に墜落炎上するミレニアムの飛行船の中で、その積荷として白骨化した死体の状態で登場し、そのまま飛行船と共に燃え尽きる。
ヴェアヴォルフ
ミレニアムの幹部たちの通称。ドイツ語で人狼を意味し、『THE DAWN』時点において本来は大尉1人のみの呼称であったが、本編ではリップヴァーンなど特殊能力を持つ上位種吸血鬼も含めた名前となっている。ただし、トバルカインはヴェアヴォルフに数えられていない。
人狼
バルカン半島周辺に伝わる伝説の狼男。大尉の正体。超人的な怪力と反射神経、スピードを持ち、傷はたちまちの内に治癒し、身体を霧に変えるといった能力も持つ。宗教的なシンボルを恐れることもなく、清められた武器も特別な効果を発揮はしないなど、吸血鬼以上に倒し辛い存在だが、銀が体内に入ると即死するという唯一の弱点がある。

### アーカードやセラスの武器・能力
銃器類は「吸血鬼が使う前提」で開発されている。本来は施設・車両等に固定して使用するレベルの火器を携行する形にに設計されており、人類（少なくも生身の人間）が使うことは考慮されていない。
拘束制御術式「クロムウェル」
アーカードに施されている能力抑制・制御のための封印。第3号・第2号・第1号・零号の4段階に分けられる。封印と言っても、その解放の判断は基本的にアーカード自身に委ねられているが、零号のみは契約者であるインテグラの承認を必要とする。
3号から1号は、封印を解放するとアーカードは複数の眼や腕を持ち、部分的に蝙蝠や狼に姿を変えることもできる不定形の異形の姿となり、さらに圧倒的な戦闘能力を発揮する。また、航空機や空母といった無機物と同化し、それらを操ることもできる。
零号は「死の河」とも呼ばれ、今までに血を吸った存在の全てを使い魔として召喚する。その代わり、アーカード本体に宿る命は1つとなる。
黒犬獣（バスカヴィル）
アーカードの使役する使い魔の1体。英国の伝説上の怪物ブラックドッグであり、大きな犬型の怪物。
.454カスール カスタムオートマチック
アーカード専用装備の白い拳銃。全長33.5cm、重量4kg。装弾数7発。ランチェスター大聖堂の銀十字を鋳溶かして作った.454カスール改造弾の爆裂徹鋼弾頭を使用。銃本体はモルゲンクルノデウム鉄鋼で作られており、硬くて頑丈。物語開始以前からアーカードが用いる基本武器。
対化物戦闘用13mm拳銃 ジャッカル
アーカード専用装備の黒い拳銃。全長39cm、重量16kg。装弾数6発。純銀製マケドニウム加工弾殻に法儀式済み水銀弾頭、装薬にマーベルス化学薬筒NNA9を用いた専用の13mm炸裂徹鋼弾を使用する。
物語序盤のアンデルセン戦後に、アーカードがウォルターに依頼し、特注で製造されたもの。以降、アーカードは従来の白い拳銃との2丁拳銃で戦う。
30mm対化物用「砲」ハルコンネン
セラス専用武器。弾は劣化ウラン弾および爆裂徹鋼焼夷弾を用いる。主力戦車を除く全ての地上・航空兵器を撃破できる。全長は2m以上。人間には扱えない。
局点防衛用長々距離砲撃戦装備ハルコンネンII
セラス専用武器。30mmセミオートカノン（Semi-auto cannon 9）2門に砲弾補給用の巨大なコンテナボックスを繋ぎ合わせた物。射程距離4km、総重量345kgでありながら人が持ち運び座ったまま使用するように出来ており、コンテナは背負えるようになっている。弾倉部分であるコンテナを取り外し、ベルト給弾式にして運用することも可能。巨大な焼夷擲弾「広域立体制圧用爆裂焼夷擲弾弾筒ウラディミール」が発射可能であり、作中では一斉射でミレニアムの飛行船を撃墜する。
外観は、『機動戦士ガンダム0083 STARDUST MEMORY』に登場するデンドロビウム（アームドベース・オーキス）をモチーフにしたものであり、平野自身が「調子に乗りすぎた」と発言している。

## 本編外の作品

### 外伝：THE DAWN
本編でも触れられる1944年9月のワルシャワを舞台とした外伝。『ヤングキングアワーズ増刊号 ヤングキングアワーズプラス』に掲載されていた外伝漫画。掲載誌の休刊により第6話までの未完となっている。
2005年10月発売のヤングキングアワーズ増刊『HELLSING特集号』にて第1話から第5話まで再録。『ヤングキングアワーズ』2012年2月号の付録として雑誌連載された全話を収録した冊子が付属し、後に2023年8月10日にYKベストコミックス（コンビニコミックス）より刊行の『ドリフターズ』廉価版コミックス上下巻に併録される形で単行本初収録となった。

#### あらすじ（THE DAWN）
第二次世界大戦も佳境の1944年9月。イギリス情報部は劣勢のナチス・ドイツが戦局打開のためにワルシャワにて人工吸血鬼の研究を進めていることを察知する。対化物の専門家として当局に召集を受けたヘルシング機関長アーサー・ヘルシングは、今はグールしか作れていないとしても十分に脅威であると力説し、部下である少年執事「死神ウォルター」と切り札アーカードを現地へ派遣する。
ワルシャワの秘密研究所では「少佐」率いる特命チームが、「彼女」と呼ばれる素体と、ロシア人捕虜を使った人体実験で、人工吸血鬼の研究を急速に進めていた。そこに輸送機から空挺降下したウォルターとアーカードが突入し、大尉らが迎え撃つ。

### 快楽天版
成人向け漫画雑誌『COMIC快楽天』1996年10月号に掲載された読切漫画で、題は本編同様『HELLSING』。本編のプロトタイプ作品で、流れは第1話に沿う。成人向け作品のため、露骨な性描写がある。単行本未収録。

#### 登場人物（快楽天版）
アーカード
ヘルシング機関に所属する吸血鬼を狩る吸血鬼。ほぼ本編のアーカードに準じるが、白木の杭を放つライフルを武器とする。
ユーリ・ケイト
本編のセラスに相当する人物。吸血鬼の兄弟に拉致され、強姦された挙句血を吸われるがアーカードに助けられ、吸血鬼になる。
吸血鬼の兄弟
ヘルシング機関の人間を皆殺しにし、ユーリを拉致して強姦する。兄の方はアーカードの胸に指を突き刺すほどのパワーとスピードを持つが、どちらもアーカードにほとんど敵わず惨殺される。
外見は本編のバレンタイン兄弟とほぼ同一。OVA第9巻ブックレット掲載の漫画でも言及されている。

### CROSS FIRE
ホビージャパンの漫画雑誌『コミックマスター』で掲載されていた同作者による全3話の1話完結型の短編。単行本1-3巻の巻末に1話ずつ収録されている。『HELLSING』におけるイスカリオテ機関のモデルであり、後に『HELLSING』にも登場したハインケル・ウーフーと高木由美子（由美江）が主人公を務める。

#### あらすじ（CROSS FIRE）
表向き固有の戦力を有しないとされているカトリックの総本山ヴァチカンであったが、実は問題を実力行使で解決する秘密機関イスカリオテを抱えていた。その機関員、神父服で男装したハインケル・ウーフーと、シスター姿の高木由美子の女性コンビは、およそそうは見えないが、実はヴァチカンの殺し屋である。2人は上司のマクスウェルの命令を受けて、ヴァチカンと神の敵を殲滅すべく活動するが、人質の前で敵を皆殺しにするなど毎回やりすぎて大事になる。
HELLSING OVA版の第6巻の初回限定版の特典として、倉田英之の脚本による本作のドラマCDが製作された。

#### 登場人物（CROSS FIRE）
ハインケル・ウーフー
主人公。イスカリオテ機関に所属する殺し屋。神父服を着たマニッシュな外見の女性。2丁拳銃を武器とする。高木由美子（由美江）とコンビを組み、依頼を受けると必ず任務を完遂するが、過激な行動から甚大な被害をもたらすため疫病神扱いされている。
高木由美子 / 由美江
主人公。イスカリオテ機関に所属する殺し屋でハインケルの相棒。長い黒髪（直毛）のシスターで、おっとりとした眼鏡の女性。実は多重人格者で、狂戦士である「由美江」の人格を持つ。普段の由美子では虫も殺せないほどだが、戦闘時は由美江となり、長尺の日本刀を得物とした島原抜刀流の剣術で敵を惨殺する。
エンリコ・マクスウェル
イスカリオテ機関長。長髪に眼鏡の人物。部下のハインケルと由美子に任務を命じるが、想定外の被害も引き起こすため、後処理に苦労する。
アンダーソン
第3課「ヨハネ」に所属する人物。ハインケルらへの情報連絡員を担う。作中に戦闘シーンはないが、ドラマCDでは第3話にて戦闘シーンが追加され、異教徒を皆殺しにしている。
アンダーソンはアンデルセンの英語読みであるが、『HELLSING』におけるアンデルセンとの共通点はない。
アフラム
声 - 堀川仁（ドラマCD版）
第1話の敵リーダー。イスラム過激派「アブラ・アクヴァラ」を率いるアラブ人で、パレスチナで難民への慈善事業を行おうとするヴァチカン慰問団を襲撃し、身代金目的の誘拐事件を引き起こす。身代金を手に入れた後、人質を殺そうとするが、身分を隠して慰問団の護衛任務に就いていたハインケルと由美江に皆殺しにされる。
イリューシン
声 - 五十嵐麗（ドラマCD版）
第2話の敵リーダー。ドイツを拠点とする新左翼ゲリラの苛烈な女性。6人の仲間と共にベルリン市内で教会を襲撃し、神父とシスターを大量に殺害し、ヴァチカンへの上納金を奪う。それを原資に大量の武器を購入するべく、ホテルで武器商人を待っていたところを、ハインケルと由美江に皆殺しにされる。
エイブラハム・バンロッホ
声 - 千葉進歩（ドラマCD版）
第3話の敵リーダー。ウェールズの過激な新興宗教「唯一のメシア心理の道教会」の大教主。私兵集団を使ってローマ法王暗殺を目論見、ヴァチカン市国内で毒ガステロを起こす。この報復としてハインケルと由美江が派遣され、その場に居合わせた側近や信者ごと皆殺しにされる。

## 単行本
平野耕太著、少年画報社刊。
作者は大のビデオゲーム好きで、各話の副題はそれぞれ有名ビデオゲームの作品名に由来している。その幅は広く、アーケードタイトルからPCゲーム、コンシューマタイトル、海外移植ソフトなど。かなり古い国産・外国産PCゲームのマイナータイトルなども含まれる。
作者自身が1年に1冊出すのを目標にしていたが、実際には単行本の刊行は多少遅れることが多かった。第6巻および第8巻の巻末おまけ漫画でも、作者の単行本の刊行ペースについてヴァレンタイン兄弟がネタにしていた。
第2巻以降のカバー裏では、作中のシリアスな展開を覆すシュールなギャグイラストが掲載されている。アーカードを始めとする登場人物が弄られていたが、その中でも少佐は、部下のドクなどと共にコミケに参加するなど、典型的なオタクキャラとしての地位を確立していた。最終巻では、登場人物が揃って強烈なコスプレを披露している。
| 巻数 | 初版発行日         | ISBN              | 話数 | ブランク             |
| ---- | ------------------ | ----------------- | --- | -------------------- |
| 1    | 1998年9月30日発売  | 4-7859-1870-5     | 第1話 VAMPIRE HUNTER 第2話 MASTER OF MONSTER 第3話 MURDER CLUB 第4話 SWORD DANCER（1） 第5話 SWORD DANCER（2） 第6話 SWORD DANCER（3） 特別収録 CROSS FIRE | 連載開始から1年4ヶ月 |
| 2    | 1999年12月31日発売 | 4-7859-1958-2     | 第1話 DEAD ZONE（1） 第2話 DEAD ZONE（2） 第3話 DEAD ZONE（3） 第4話 DEAD ZONE（4） 第5話 BALANCE OF POWER（1） 第6話 BALANCE OF POWER（2） 特別収録 CROSS FIRE（2）                                                                                          | 1年3ヶ月             |
| 3    | 2000年12月31日発売 | 4-7859-2047-5     | 第1話 BALANCE OF POWER（3） 第2話 ELEVATOR ACTION（1） 第3話 ELEVATOR ACTION（2） 第4話 ELEVATOR ACTION（3） 第5話 ELEVATOR ACTION（4） 第6話 ELEVATOR ACTION（5） 特別収録 CROSS FIRE（3）                                                                   | 1年                  |
| 4    | 2001年9月30日発売  | 4-7859-2125-0     | 第1話 ELEVATOR ACTION（6） 第2話 AGE OF EMPIRE（1） 第3話 AGE OF EMPIRE（2） 第4話 AGE OF EMPIRE（3） 第5話 CALL TO POWER 第6話 ULTIMA ON LINE 第7話 D（1） 第8話 D（2） 第9話 D（3）                                                                         | 9ヶ月                |
| 5    | 2003年2月27日発売  | 4-7859-2286-9     | 第1話 FLASH POINT 第2話 D（4） 第3話 D（5） 第4話 D（6） 第5話 D（7） 第6話 D（8） 第7話 D（9） 第8話 XANADO 第9話 FINAL FANTASY（1） 第10話 FINAL FANTASY（2）                                                                                               | 1年5ヶ月             |
| 6    | 2003年11月14日発売 | 4-7859-2373-3     | 第1話 FINAL FANTASY（3） 第2話 FINAL FANTASY（4） 第3話 FINAL FANTASY（5） 第4話 THE SCREAMER 第5話 AUBIRD FORCE 第6話 GUN BULLET 第7話 BALLOON FIGHT 第8話 SOLDIER OF FORTUNE（1） 第9話 SOLDIER OF FORTUNE（2） 第10話 SOLDIER OF FORTUNE（3）              | 8ヶ月半              |
| 7    | 2004年12月27日発売 | 4-7859-2499-3     | 第1話 SOLDIER OF FORTUNE（4） 第2話 SOLDIER OF FORTUNE（5） 第3話 SOLDIER OF FORTUNE（6） 第4話 LAST MISSION 第5話 GET AWAY 第6話 YAKSA 第7話 THE MAN I LOVE 第8話 OGRE BATTLE 第9話 ANGELOUS 第10話 WIZARDRY（1）                                            | 1年1ヶ月             |
| 8    | 2006年7月26日発売  | 4-7859-2666-X     | 第1話 WIZARDRY（2） 第2話 WIZARDRY（3） 第3話 WIZARDRY（4） 第4話 WIZARDRY（5） 第5話 HUNDRED SWORDS（1） 第6話 HUNDRED SWORDS（2） 第7話 HUNDRED SWORDS（3） 第8話 MIGHT AND MAGIC（1） 第9話 MIGHT AND MAGIC（2） 第10話 PSYOBLADE 第11話 CASTLE VANIA（1） | 1年7ヶ月             |
| 9    | 2007年11月9日発売  | 978-4-7859-2885-8 | 第1話 CASTLE VANIA（2） 第2話 HEART OF DREAM 第3話 RELICS 第4話 HEART OF IRON 第5話 Finesthour（1） 第6話 Finesthour（2） 第7話 Finesthour（3） 第8話 LUNATIC DAWN 第9話 OPERATION WOLF 第10話 WARCRAFT（1） 第11話 WARCRAFT（2）                             | 1年3ヶ月             |
| 10   | 2009年3月27日発売  | 978-4-7859-3131-5 | 第1話 WOLF FANG（1） 第2話 WOLF FANG（2） 第3話 BLACK ONYX（1） 第4話 BLACK ONYX（2） 第5話 BLACK ONYX（3） 第6話 BLACK ONYX（4） 第7話 SORCERIAN（1） 第8話 SORCERIAN（2） 第9話 OBLIVION 第10話 ROMANCIA                                                    | 1年4ヶ月             |

- HELLSING official guide book 〜ヘルシング完全ガイド〜：2012年3月30日発売、ISBN 978-4-7859-3815-4
  - 「ヘルシング機関」「イスカリオテ」「ミレニアム」と章立てしてキャラ紹介・シーン集・セリフ集を収録。
  - OVAスタッフの座談会、女性ファンによる座談会、『ぱふ』誌の2回の作者インタビューに加え、書き下ろしインタビューを収録。

※括弧入り数字は正確には丸付き数字。

## テレビアニメ
2001年10月18日よりフジテレビ、11月より東海テレビで放送され関西地区は関西テレビ独立UHF局のサンテレビで放送。制作はゴンゾおよびディジメーション（制作当時は同一資本下の別会社で企画部門がゴンゾ、制作部門がディジメーションだった。後に両社合併しゴンゾへ社名変更）で全13話。
原作に対してかなりの改変が見られ、特に後半はほとんどオリジナルのストーリーに差し替えられている。設定においても、日本国外に輸出・配給されることへの配慮から、ナチスなどの描写が排除されたため、例えば少佐率いる組織（ミレニアム）が出ることなく終わる。また、吸血鬼の設定においては、本作の脚本家・小中千昭が以前に脚本を担当したアニメ版『デビルマンレディー』からの流用が見られる。作者の平野は自身のサイトの日記などでアニメとスタッフに対して不満の意を表明（角川書店版『進め!!聖学電脳研究部』では「ゴンゾ版ヘルシングのDVDをまんだらけに売った」という記述がある）、また第10巻巻末のバレンタイン兄弟のオマケ漫画でも、それ自体がネタとは言え、アニメ化を非常に軽い扱いに置いている。
以下、主な相違点を挙げる。
- ヘルシング機関が公の機関として認知されており、警察と対立関係にある。また円卓会議やその他機関とも確執が目立つ。
- インテグラがヘルシング機関とヴァチカンとの共闘を蹴る。これにより以後アンデルセンらヴァチカン関係者は登場しなくなった。平野は「野沢那智の無駄遣い」と不満を述べた。
- ナチス関連の描写は一切ないためミレニアムに関わる人物などが登場しない。これに伴いウォルターの所属は最後までヘルシング機関のままである。代わりに、ピーター・ファーガソン（声：石塚運昇）やギャリス（声：志村知幸）といったヘルシング機関の戦闘要員、吸血鬼の少女ヘレナ（声：平松晶子）、謎の怪人インコグニート（声：山崎たくみ）など、アニメオリジナルキャラクターが登場する。
- ギャグシーンが本編中に存在しない。次回予告はほぼギャグシーンである。
- 最初は戸惑っていたものの、セラスが輸血用の血液を飲む。
- 拘束制御術式に第5号が存在。また、1号が原作の零号のような扱いに変わり、インテグラの承認を必要とする。
- 円卓会議の一部が英国を裏切り、ヘルシング機関を罠に嵌める。
- 敵は倒すがインテグラは逮捕され、黒幕の正体も不明なままで終わる（字幕で「必死の調査にも拘らず秘密組織の謎は解けなかった」と解説される）。

第6話「Dead Zone」では地上波放送時、ヤンの過激なセリフがピー音に変えられて放送された。これは元々CSでの放送を前提としてシナリオを書いていたためらしい。DVD版および後述のOVA版ではピー音は外されている。

### スタッフ
- 原作 - 平野耕太（少年画報社刊「月刊YOUNG KING OURs」連載）
- 総監督 - 飯田馬之介
- 監督 - 浦田保則
- シリーズ構成 - 小中千昭
- キャラクターデザイン - 村田俊治
- メカニックデザイン - 河野悦隆
- 美術監督 - 片平真司
- 色彩設計 - 甲斐けいこ
- 撮影監督 - 武山篤
- 編集 - 重村建吾、村中龍太
- 音楽 - 石井妥師
- 音響監督 - 鶴岡陽太
- 制作プロデューサー - 石川学、坂上貴彦
- プロデューサー - 川上大輔、ueda yasuyuki、村濱章司
- アニメーション制作 - GONZO/Digimation
- 製作 - Hellsing製作委員会（フジテレビ、ジェネオン エンタテインメント、GONZO）

### 主題歌
「ロゴスなきワールド」
石井妥師によるオープニングテーマ。作詞・作曲は石井妥師。
「Shine」
MR. BIGによるエンディングテーマ。作詞・作曲はリッチー・コッツェン、リッチー・ジトー。

### 各話リスト
| 話数     | サブタイトル        | 脚本         | 絵コンテ   | 演出         | 作画監督   |
| -------- | ------------------- | ------------ | ---------- | ------------ | ---------- |
| Order:1  | The Undead          | 小中千昭     | 浦田保則   | 浦田保則     | 村田俊治   |
| Order:2  | Club-M              | 小中千昭     | 鈴木薫     | 鈴木薫       | 斎藤浩信   |
| Order:3  | Sword Dancer        | 小中千昭     | 小野学     | 小野学       | 門智昭     |
| Order:4  | Innocent as a Human | 小中千昭     | 開木菜織   | 竹田豊       | 河合静男   |
| Order:5  | Brotherhood         | 小中千昭     | 佐野隆史   | 花井信也     | 日向正樹   |
| Order:6  | Dead Zone           | 小中千昭     | 角銅博之   | 上坪亮樹     | 柳瀬雄之   |
| Order:7  | Duel                | ほそのゆうじ | 上坪亮樹   | 鈴木薫       | 当山金三   |
| Order:8  | Kill House          | 小中千昭     | 工藤鉱軌   | 西山明樹彦   | 斎藤浩信   |
| Order:9  | Red Rose Vertigo    | 小中千昭     | 佐野隆史   | 山内東生雄   | 柳瀬雄之   |
| Order:10 | Master of Monster   | ほそのゆうじ | 宮尾佳和   | 宮尾佳和     | 宮尾佳和   |
| Order:11 | Transcend Force     | 小中千昭     | 仁賀緑朗   | いたがきしん | 神戸洋行   |
| Order:12 | Total Destruction   | 小中千昭     | 飯田馬之介 | 鈴木薫       | 田頭しのぶ |
| Order:13 | Hellfire            | 小中千昭     | 飯田馬之介 | 浦田保則     | 村田俊治   |

## OVA
幾度かの延期を経て、2006年2月に「原作そのまま」かつ「原作が終わるまでOVAをリリース」かつ「（アンデルセン神父以外の）主要キャストはアニメそのまま」を謳い文句に（ただし、テレビアニメ版で原作に忠実だった部分、例えばヘルシング邸に突入する直前のヤンの台詞や、アーカードとマクスウェルが対峙した際の台詞の一部は変更または削除されている）、「ミレニアム」の章を取り扱うOVA版の製作が決定した。タイトルは"Hellsing Ultimate OVA Series"。アニメ制作は新たにサテライトが担当することとなった。
公式サイトにはアンデルセンの声優が替わったことを知らせるために「見敵必殺 強力若本 Brand new Alexander Anderson」とトップに大々的に記されていた。
なお本作は品質をかなり重視しているため、第1巻はリテイクの上で、第2-4巻と第8巻はそれぞれ当初の予定日より発売が延期された（この時のことをジェネオン主催のイベント「RONDO ROBE 2007」での告知映像で自虐的にネタにしていた程）。
DVD のオーディオコメンタリーで中田が「大きな画面で観てみたい」と発言していたことから、「秋葉原エンタまつり」の企画として2007年10月28日に秋葉原UDXにて第1巻から第3巻のマラソン放映が実施された。また、発売前の第4巻Aパートもプレミア放映された。
また「RONDO ROBE 2008」では、第5巻以降の製作がサテライトからマッドハウスへ交替することと、監督がところともかずから変更することが発表された。第8巻以降では「Final season」と題し再度製作会社と監督が変更されている。
なおBlu-rayは第6巻よりDVD版と並行して同時発売されており、第1巻から第5巻はセットのBlu-ray BOXとして、二度の延期の末に2010年10月22日に発売された。第1巻にDVD版から大幅な修正が加えられている。

### スタッフ（OVA）
|                                   | #1                   | #2                   | #3                   | #4                   | #5                 | #6                 | #7                 | #8                  | #9                                      | #10                                     |
| --------------------------------- | -------------------- | -------------------- | -------------------- | -------------------- | ------------------ | ------------------ | ------------------ | ------------------- | --------------------------------------- | --------------------------------------- |
| 監督                              | ところともかず       | ところともかず       | ところともかず       | ところともかず       | 田中洋之           | 田中洋之           | 田中洋之           | 松村やすひろ        | 鈴木健一                                | 鈴木健一                                |
| 監督                              | ところともかず       | ところともかず       | ところともかず       | ところともかず       | 田中洋之           | 田中洋之           | 田中洋之           | 松村やすひろ        | N/A                                     | 松村やすひろ                            |
| シリーズ構成                      | 黒田洋介             | 黒田洋介             | 黒田洋介             | 黒田洋介             | 黒田洋介           | 黒田洋介           | 黒田洋介           | 黒田洋介            | 黒田洋介                                | 黒田洋介                                |
| キャラクターデザイン 総作画監督   | 中森良治             | 中森良治             | 中森良治             | 中森良治             | 中森良治           | 中森良治           | 中森良治           | 中森良治            | 中森良治                                | 中森良治                                |
| サブキャラクター デザイン         | 大塚八愛             | 寺沢伸介             | 大塚八愛             | 大塚八愛             | 大塚八愛           | 大塚八愛           | 大塚八愛           | 大塚八愛            | 大塚八愛                                | 大塚八愛                                |
| サブキャラクター デザイン         | 大塚八愛             | 寺沢伸介             | 鷲田敏弥             | N/A                  | N/A                | N/A                | N/A                | N/A                 | Yang Byung Gil                          | N/A                                     |
| メカニックデザイン                | 天神英貴             | 天神英貴             | 天神英貴             | 天神英貴             | 天神英貴           | 天神英貴           | 天神英貴           | 天神英貴            | 天神英貴                                | 天神英貴                                |
| 色彩設計                          | 佐野ひとみ           | のぼりはるこ         | のぼりはるこ         | のぼりはるこ         | のぼりはるこ       | のぼりはるこ       | のぼりはるこ       | 村田恵里子          | 村田恵里子                              | 村田恵里子                              |
| 美術監督                          | 緒続学               | 緒続学               | 中原英統             | Brunet Stanislas     | 二嶋隆文           | 二嶋隆文           | 二嶋隆文           | 吉川洋史            | 吉川洋史                                | 吉川洋史                                |
| 美術監督                          | 緒続学               | 緒続学               | 中原英統             | Brunet Stanislas     | 緒続学             | N/A                | N/A                | N/A                 | N/A                                     | N/A                                     |
| プロダクション デザイン           | 神宮司訓之           | 神宮司訓之           | 神宮司訓之           | 神宮司訓之           | 神宮司訓之         | 神宮司訓之         | 神宮司訓之         | 神宮司訓之          | 神宮司訓之                              | 神宮司訓之                              |
| 小物設定                          | 小川浩、奥田万つ里   | 小川浩、奥田万つ里   | 小川浩、奥田万つ里   | 小川浩、奥田万つ里   | 小川浩、奥田万つ里 | 小川浩、奥田万つ里 | 小川浩、奥田万つ里 | 小川浩、奥田万つ里  | 小川浩、奥田万つ里                      | 小川浩、奥田万つ里                      |
| 撮影監督                          | 福士享               | 福士享               | 福士享               | 福士享               | Oh Seong ha        | Oh Seong ha        | Oh Seong ha        | 荻原猛夫            | 荻原猛夫                                | 荻原猛夫                                |
| 撮影監督                          | 福士享               | 福士享               | 福士享               | 福士享               | Lee Suk bum        | 五関寿 関谷能弘    | 五関寿 関谷能弘    | 荻原猛夫            | 荻原猛夫                                | 荻原猛夫                                |
| 編集                              | 重村建吾             | 重村建吾             | 重村建吾             | 重村建吾             | 寺内聡             | 寺内聡             | 寺内聡             | 廣瀬清志            | 廣瀬清志                                | 廣瀬清志                                |
| 音響監督                          | 鶴岡陽太             | 鶴岡陽太             | 鶴岡陽太             | 鶴岡陽太             | 鶴岡陽太           | 鶴岡陽太           | 鶴岡陽太           | 鶴岡陽太            | 鶴岡陽太                                | 鶴岡陽太                                |
| 音楽                              | 松尾早人             | 松尾早人             | 松尾早人             | 松尾早人             | 松尾早人           | 松尾早人           | 松尾早人           | 松尾早人            | 松尾早人                                | 松尾早人                                |
| 音楽プロデューサー                | 太田敏明             | 太田敏明             | 太田敏明             | 太田敏明             | 太田敏明           | 太田敏明           | 太田敏明           | 太田敏明            | 太田敏明                                | 太田敏明                                |
| 音楽制作                          | ボーダーライン       | ボーダーライン       | ボーダーライン       | ボーダーライン       | ボーダーライン     | ボーダーライン     | ボーダーライン     | ボーダーライン      | ボーダーライン                          | ボーダーライン                          |
| 音楽制作協力                      | イマジン             | イマジン             | イマジン             | イマジン             | イマジン           | イマジン           | イマジン           | イマジン            | イマジン                                | イマジン                                |
| アニメーション制作 プロデューサー | 稲村努               | 白井勝也             | 白井勝也             | 稲村努 渡嘉敷八起    | N/A                | N/A                | N/A                | N/A                 | 吉岡宏起、荒井英昌 渡嘉敷八起、南部正昭 | 吉岡宏起、荒井英昌 渡嘉敷八起、南部正昭 |
| アニメーション制作 プロデューサー | 稲村努               | 白井勝也             | 白井勝也             | 稲村努 渡嘉敷八起    | N/A                | N/A                | N/A                | N/A                 | 安藤圭一                                | N/A                                     |
| エグゼクティブ プロデューサー     | 戸田利吉郎           | 戸田利吉郎           | 戸田利吉郎           | 戸田利吉郎           | 戸田利吉郎         | 戸田利吉郎         | 戸田利吉郎         | 戸田利吉郎          | 戸田利吉郎                              | 戸田利吉郎                              |
| エグゼクティブ プロデューサー     | 川村明廣             | 川村明廣             | 川村明廣             | 川村明廣             | 川村明廣           | 川村明廣           | 川村明廣           | 折井栄二、伊藤暢啓  | 折井栄二、伊藤暢啓                      | 折井栄二、伊藤暢啓                      |
| エグゼクティブ プロデューサー     | 石川真一郎、佐藤道明 | 石川真一郎、佐藤道明 | 石川真一郎、佐藤道明 | 石川真一郎、佐藤道明 | 丸山正雄           | 丸山正雄           | 丸山正雄           | 折井栄二、伊藤暢啓  | 折井栄二、伊藤暢啓                      | 折井栄二、伊藤暢啓                      |
| エグゼクティブ プロデューサー     | Henry 後藤           | 弦本克彦             | 弦本克彦             | 弦本克彦             | 丸山正雄           | 丸山正雄           | 丸山正雄           | 折井栄二、伊藤暢啓  | 折井栄二、伊藤暢啓                      | 折井栄二、伊藤暢啓                      |
| プロデューサー                    | 上田耕行、筆谷芳行   | 上田耕行、筆谷芳行   | 上田耕行、筆谷芳行   | 上田耕行、筆谷芳行   | 上田耕行、筆谷芳行 | 上田耕行、筆谷芳行 | 上田耕行、筆谷芳行 | 上田耕行、筆谷芳行  | 上田耕行、筆谷芳行                      | 上田耕行、筆谷芳行                      |
| プロデューサー                    | N/A                  | N/A                  | N/A                  | N/A                  | 二方由紀子         | 二方由紀子         | 二方由紀子         | 吉岡宏起 渡嘉敷八起 | N/A                                     | N/A                                     |
| プロデューサー                    | N/A                  | N/A                  | N/A                  | N/A                  | 吉本聡             | 橋本健太郎         | 橋本健太郎         | 吉岡宏起 渡嘉敷八起 | N/A                                     | N/A                                     |
| アニメーション制作                | サテライト           | サテライト           | サテライト           | サテライト           | マッドハウス       | マッドハウス       | マッドハウス       | グラフィニカ        | グラフィニカ                            | グラフィニカ                            |
| 製作                              | WILD GEESE           | WILD GEESE           | WILD GEESE           | WILD GEESE           | WILD GEESE         | WILD GEESE         | WILD GEESE         | WILD GEESE          | WILD GEESE                              | WILD GEESE                              |
| ナレーション                      | 宝亀克寿             | 宝亀克寿             | 宝亀克寿             | 宝亀克寿             | 宝亀克寿           | 宝亀克寿           | 宝亀克寿           | 宝亀克寿            | 宝亀克寿                                | 宝亀克寿                                |

### 主題歌（OVA）
「Das Engellandlied」
#4エンディングテーマ。作詞はヘルマン・レンス、作曲はヘルムス・ニール、編曲は松尾早人。
「悪魔巣取金愚」
特撮による#5挿入歌。作詞・作曲は高橋照幸
「Broken English」
SCHAFTによる#5挿入歌。作詞・作曲はマリアンヌ・フェイスフル。
「A PATRIOT WITH NO NAME」
#5エンディングテーマ。
「Magnolia」
睡蓮の作詞・作曲・歌による#6エンディングテーマ。
「浸透して」
睡蓮の作詞・作曲・歌による#7エンディングテーマ。
「P.S.南無阿弥陀仏」
#8エンディングテーマ。
「戦争するなら弓、槍、剣で戦え!」
石井妥師の作詞・作曲・歌による#8エンディングテーマ。
「SCARS」
黒崎真音による#9エンディングテーマ。作詞は黒崎真音、作曲・編曲はR・O・N。
「Gradus vita」
#1および#10エンディングテーマ。作詞は濱田真美、作曲は松尾早人、演奏はワルシャワフィルハーモニックオーケストラ。

### 各話リスト（OVA）
| タイトル      | 発売日         | 脚本     | 絵コンテ                              | 演出                                                                        | 作画監督 |
| ------------- | -------------- | -------- | ------------------------------------- | --------------------------------------------------------------------------- | --- |
| HELLSING I    | 2006年 2月10日 | 黒田洋介 | ところともかず 殿勝秀樹               | 殿勝秀樹                                                                    | 大塚八愛、奥田佳子 相馬満 |
| HELLSING II   | 8月25日        | 倉田英之 | 殿勝秀樹 ロマのフ比嘉                 | 榎本守                                                                      | 鷲田敏弥、関口雅浩 小美野雅彦、大塚八愛 |
| HELLSING III  | 2007年 4月4日  | 黒田洋介 | 古川順康                              | 小林孝志 鹿島典夫                                                           | 大塚八愛、鷲田敏弥 湖川友謙、関口雅浩 丸藤広貴、Lee jong hyun Kim dong joon                                                                    |
| HELLSING IV   | 2008年 2月22日 | 倉田英之 | ところともかず 松村やすひろ           | 神原敏昭、藤本義孝 岡崎幸男、金澤勝眞 清水一伸、福田貴之 濱崎義浩、楠本巨樹 | 大塚八愛、丸藤広貴 津幡佳明、鷲田敏弥 山内則康、相馬満 小美野雅彦                                                                              |
| HELLSING V    | 11月21日       | 倉田英之 | 阿部恒                                | 田中洋之                                                                    | 有田周平・白石達也（エフェクト） Kim Dong Jun、Kim, Dae-Hoon Lee Hyeon Jeong、Jang Hee Kyu Jang, Kil-Yong                                      |
| HELLSING VI   | 2009年 7月24日 | 黒田洋介 | 阿部恒                                | 田中洋之 大久保唯男                                                         | 有田周平・白石達也（エフェクト） Yang Byung Gil、阿部恒 梅原隆弘、Kim Dong-sik Jang Hee-kyu、Kim Dong-jun Jang Gil-yong、Lee Hyun-Jeong        |
| HELLSING VII  | 12月23日       | 黒田洋介 | 阿部恒                                | 佐藤雄三 伊藤尚往                                                           | 有田周平・白石達也（エフェクト） Yang Byung Gil、阿部恒 梅原隆弘、今村大樹 Kim Dong-sik、Jang Kil-Yong Jang Hee-kyu、Kim Bo-kyeong Woo Jin-woo |
| HELLSING VIII | 2011年 7月27日 | 倉田英之 | 松村やすひろ 加藤道哉                 | 佐々木真哉、矢吹勉 藤本義孝、松村やすひろ                                   | Yang Byung Gil、舛舘俊秀 Kim Ill Bae、栗原学 関崎高明、鎌田祐輔 大嶋博之、中森良治 田村勝之（エフェクト）                                      |
| HELLSING IX   | 2012年 2月15日 | 倉田英之 | 西澤晋、吉川浩司 松村やすひろ（監修） | 友田政晴、大庭秀昭 鈴木吉男、白石達也                                       | 関崎高明、橋本航平 永作友克、Kim Pilkang 山本正文、Choi Kyoung Suk Lee Sang Mi、Lim Chae Duk 大嶋博之、中森良治 田村勝之（エフェクト）         |
| HELLSING X    | 12月26日       | 倉田英之 | 阿部恒、佐々木真哉 松村やすひろ       | 鈴木健一、松村やすひろ 大嶋博之、佐々木真哉 白石達也、鈴木吉男 友田政晴     | Yang Byung Gil、Lim Chea-duk SEO KYUNG-ROCK、Choe Gueong-seok 舛舘俊秀、中森良治 坂巻貞彦（アクションレイアウト）                              |

- 2006年1月22日にはテレビ神奈川で第1話のダイジェスト版（30分用に編集したもの）が放送された。

### 映像特典
第10巻には『ドリフターズ』PVアニメも収録。
『THE DAWN』
- 絵コンテ・演出 - 大嶋博之
- 作画監督 - 大嶋博之、Yang Byung Gil、Seo Kyung-Rock（THE DAWN 2・3）

| 収録巻 | 巻数       |
| ------ | ---------- |
| VIII   | THE DAWN 1 |
| IX     | THE DAWN 2 |
| X      | THE DAWN 3 |

## サントラ

### テレビアニメ版

#### Raid
| 1. ロゴスなきワールド 2. 莫迦越えのニルバーナ〜恨み厳禁〜 3. 楽音遊戯 拈華微笑 4. 必勝 妙法蓮華曲 5. 神々への供養〜勝手にやらせてもらいます〜 6. 官能的誘惑の罠にはまった左足 7. ドラキュラ聖徒とR&R 8. P.S.南無阿弥陀仏 9. カオスの海〜創造主の思惑〜 10. 原罪〜処女を守りぬけないがために〜 | 1. 大聖堂の菩薩〜Featuring 田部井辰雄〜 2. 仮面神父とチャペルの鐘 3. 悪魔の仕業か神業か 4. 死成の無垢 5. 不誠実な道の上でのサバイバル 6. 漠源ドラムの嘆き 7. 生（盛）者への鎮魂曲 8. 非神経症的捨て曲〜オマエライツタイナンナンダ? 9. 戦争するなら弓、槍、剣で戦え! 10. SHINE（ending edit）（MR. BIG） |

#### Ruins
| 1. 世界最終黎明期 2. 葉隠れの和声 3. SKY OF GOD MASTER 4. 罪作りな憎いヤツ 5. SOUL救命隊 6. I.B.C.J.包囲網 7. 死傷ヶ丘での銃劇戦 8. 精神警察捜査課の裏事情 9. 原色ジバクラヴソング 10. シークレット カルマ セレナーデ 11. 桔梗薫るイロハ道 | 1. 真理響 2. ねつ造されたBACK GROUND 3. 原点回顧 RYTHM NATION 4. 真夜中の暗殺者 5. ロゴスなきワールド〜マルコムXに捧ぐ〜 6. 罪減ぼしジプシー 7. さらばボンコツWORLD 8. 666より777 9. 大麻の煙が目にしみる 10. 嗚呼、青春のエロ魔界 11. 予期せぬ出来事 |

### OVA版

#### BLACK DOG
| 1. Song of DEMETER 2. TARGET INSIGHT 3. 伯爵立つ 4. 黒犬とムカデの行進 5. 千の牙、万の瞳 6. E M I A 7. 狗の刻 8. 死臭風と血飛沫 9. Badrick | 1. 狗の糞 2. ShotGun Circus 3. 魔界境界線 4. 百萬発弾 5. Cromwell 6. Die Fledermaus 7. SHINOBIASHI SASURIASHI 8. Gradus vita |

#### Warsaw Recording Selection
OVA第4巻の特典ディスク（DVD-Audio）
| 1. Gradus vita 2. 黒犬とムカデの行進 3. Letzte Bataillon 4. Stolzer Aristokrat 5. Feuerkreuz | 1. E M I A 2. 大隊兵諸君 3. Apocalypse now! 4. Der Freischütz Nr.9 Terzett |

#### ナチスなCD
HELLSING I-V Blu-ray BOXの特典ディスク
| 1. 魔弾の射手 Nr.2 Terzett mit Chor 2. Letzte Bataillon 3. Feuerkreuz 4. 華麗なる宣戦布告 5. 大隊兵諸君 6. 魔弾の射手 Nr.9 Terzett 7. MILLENNIUM | 1. 戦争の夜へ 2. 進軍序曲 3. 幻覚 mix 強制終了 4. 英国進軍歌 5. 赤旗と黒禍 6. 魔弾の射手 Nr.2 Terzett mit Chor 7. ボーナス・トラック（北春日部老人会音頭） |

#### なんとなく、イスカリオテ
HELLSING VI-X Blu-ray BOXの特典ディスク
| 1. 驕れる神父 ひさしからずや 2. Ireo Ireo! 3. 神父襲来 4. DQNな僧兵 5. 羊たちの茶会 6. 死人送りの鐘は鳴る 7. その時 神は昼寝する | 1. 過ぎ去りし日々はむやみやらしく美しく 2. No.13 3. 眠れ赤子のように 消えよ数多の塵のように 4. レコンキスタのラッパは響く 5. 審判上等！ 6. 世界は流れて死の河とあい成り果てぬ |

## パチンコ・パチスロ
- パチンコ：CRヘルシング（2012年、豊丸産業）
- パチスロ：パチスロ ヘルシング（2014年、北電子）

## 評価

### 特定のキャラクターに対する反響・評価
ファミ通のシシモモフライは第1巻を紹介する記事の中で個性的なキャラクターを評価している。また、シシモモフライは本作の登場人物であるセラスに対するインターネット上の反響として「ちょっとポンコツなとこがかわいい」といった意見を取り上げている。
テレビアニメ版およびOVA版におけるキャストの演技についても評価が寄せられている。アーカード役の中田譲治の場合、アニメのニュースサイト・アニメ!アニメ!が2020年に行った彼の出演作の人気投票の中で、アーカードは2位にランクインした。投票者からはアーカードのキャラクターと中田の声が合っているといった意見が寄せられたほか、作中で多様な姿を見せるアーカードに合わせられる中田の技量を評価する声もあった。少佐役の飛田展男については、アニメイトタイムズが行ったアンケートの中で、作戦直前の演説を評価するが寄せられた。また、アニメ!アニメ!が2018年に行った、アニメの演説シーンの人気投票では、少佐の演説が『ノーゲーム・ノーライフ』の空白の演説と同率で1位にランクインし、そこでも飛田の演技を評価する声が寄せられた。